# Oenopota kazusensis
Oenopota kazusensis is een slakkensoort uit de familie van de Mangeliidae. De wetenschappelijke naam van de soort is voor het eerst geldig gepubliceerd in 1940 door Nomura.